# Prepirineo
El Prepirineo es la franja de los Pirineos situada al sur de la cordillera. Las montañas y valles de esta zona se caracterizan por tener unas altitudes menores que las del sector central de los Pirineos. Son pocos los picos del Prepirineo que superan los 2000 msnm.

## Descripción

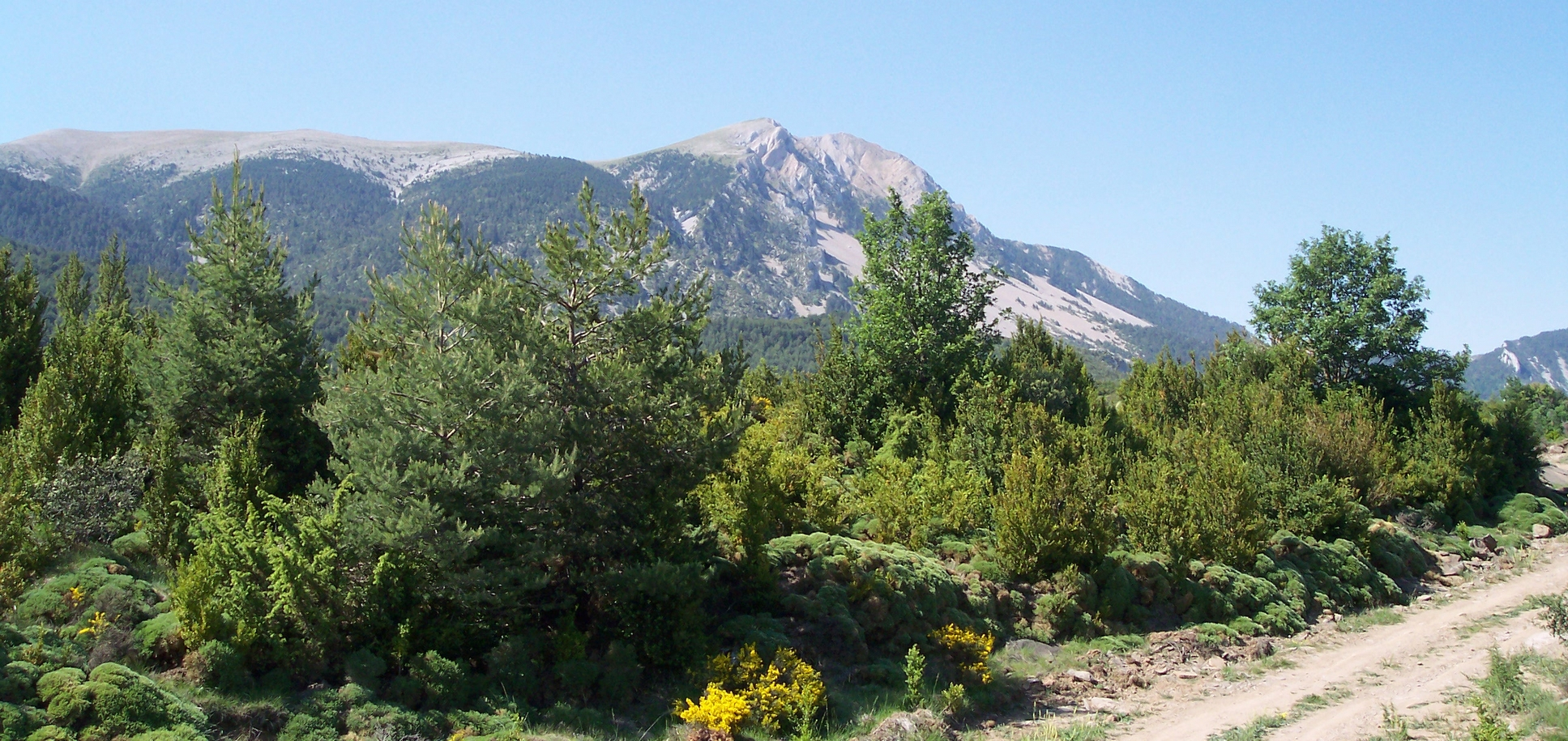
La sierra de Guara (provincia de Huesca) es una de las más importantes del Prepirineo.

Este sector de los Pirineos se extiende de oeste a este a lo largo de unos 425 km por el noreste de España, atravesando las comunidades autónomas del País Vasco, Navarra, Aragón y Cataluña. La anchura de los Prepirineos alcanza en su zona central los 40 km, y en el norte de la provincia de Barcelona se une a las cordilleras Costero Catalanas, que tienen unas alturas similares. El límite entre los Prepirineos y el sector central de los Pirineos no es preciso debido a que las montañas ganan altura progresivamente según se adentra en la cordillera. Esta zona de tránsito entre la zona central de los Pirineos y las zonas llanas no existe en la vertiente francesa, exceptuando una zona de montes bajos en la región del Rosellón. Los valles del Prepirineo suelen ser estrechos, formando en muchos casos cañones y desfiladeros. Los ríos son menos numerosos, pero sin embargo más caudalosos, por lo que se practican muchos deportes de montaña relacionados con el agua.

## Geología
Las cordilleras de los Prepirineos están rodeadas por el piedemonte y por las tres cuencas del Aude, Garona y el Ebro. Hay sierras a ambos lados de la zona axial pirenaica con relieves anticlinales y sinclinales constituyendo las sierras interiores, las exteriores y el sinclinal central. Las sierras interiores están recubiertas de conglomerados, producto de la erosión en la etapa postparoxismal herciniana. Algunas de las cimas de este sistema de cordilleras sobrepasan los 2600 metros de altitud, como el Cotiella (2912 metros), el pico de las Brujas (2822 metros) y el Cotielleta (2711 metros), en la sierra de Cotiella, y el Vulturó (2648,6 metros), el Pujolar de Roca Grossa (2611,1 metros) y el pico de Costa Cabirolera (2604,4 metros), en la sierra del Cadí.

## Principales sierras

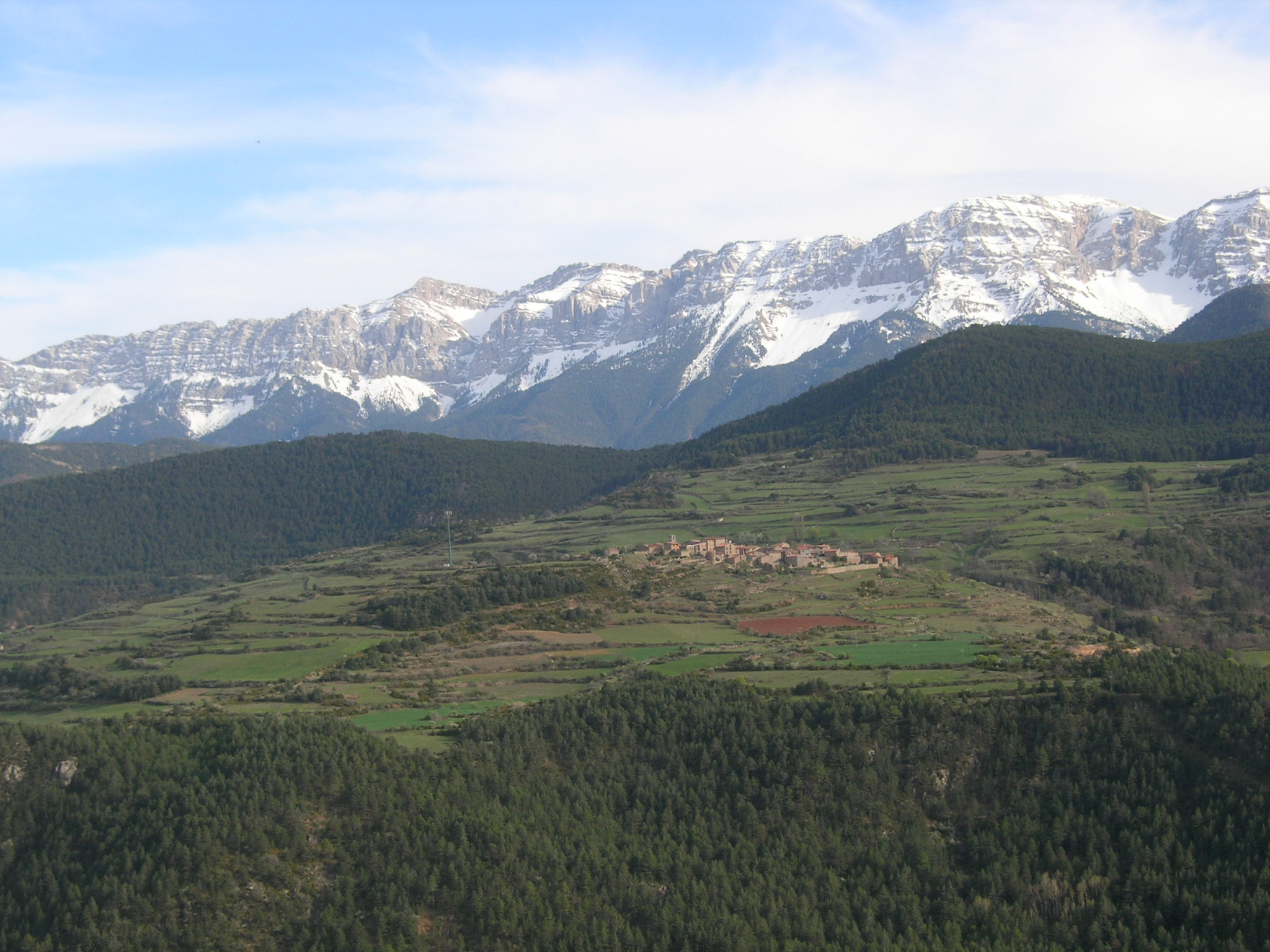
Sierra del Cadí (en el Prepirineo de Lérida).

### Francia
- Macizo de Corbières (Rosellón)

### España
- Sierra de Leyre (Navarra)
- Sierra de Santo Domingo y Lucientes (Zaragoza y Huesca)
- Sierra de la Carrodilla (Huesca)
- Sierra de Guara (Huesca)
- Mallos de Riglos (Huesca)
- Macizo del Turbón (Huesca)
- Sierra del Montsec (Huesca y Lérida)
- Sierra del Cadí (Lérida y Barcelona)

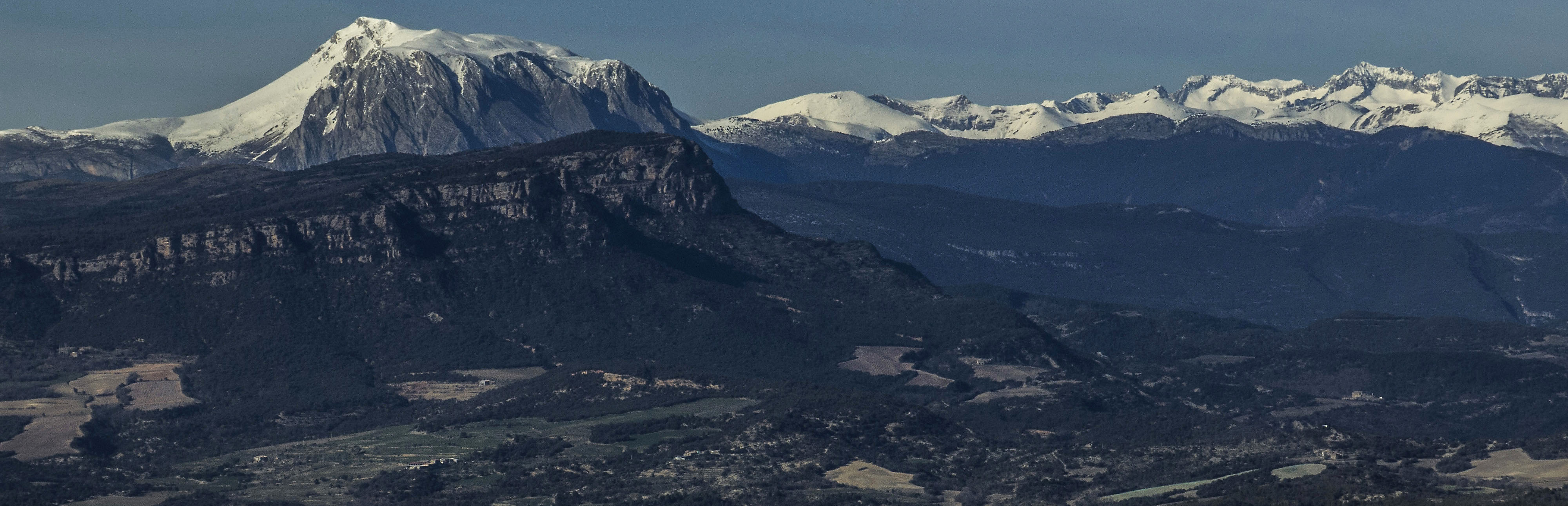
Morrón de Güel, sierra del Chordal y Macizo del Turbón. Detrás el Pirineo aragonés

- Puerto del Conde (Lérida)
- Sierra de Tossals (Barcelona)
- Sierra de Montgrony (Gerona)